# Gruppo Fiat

Il logo del gruppo industriale fino al 2010

Il Gruppo Fiat, noto anche come Fiat Group, è stata la più grande impresa industriale italiana sino al 31 dicembre 2010 e contemporaneamente una tra le aziende più antiche dell'industria automobilistica europea. Il quartier generale della società era a Torino, ma il Gruppo con i suoi 188 stabilimenti, in cui erano occupati più di 190 000 dipendenti, era presente in 50 paesi del mondo e intratteneva rapporti commerciali con clienti in oltre 190 nazioni.
Il core business della società era focalizzato sul settore automotoristico: nel 2009, ultimo anno fatturato, il Gruppo ha prodotto più di due milioni di automobili e veicoli commerciali, più di 100 000 veicoli industriali e migliaia di macchine per l’agricoltura e le costruzioni, per un fatturato che ha raggiunto i 50,1 miliardi di euro.
Il 1º gennaio 2011 è avvenuta la riorganizzazione dei settori motoristici con lo scorporo parziale da Fiat Group della produzione di macchine agricole e industriali, cosa che ha portato alla formazione di due nuovi gruppi industriali: Fiat S.p.A.(cambio di denominazione della già esistente Fiat Group con dati fiscali invariati) e Fiat Industrial. Nelle due nuove società sono state distribuite le attività fino allora facenti parte ad un'unica capogruppo.

## Storia

### Fondazione della Fabbrica Italiana Automobili Torino

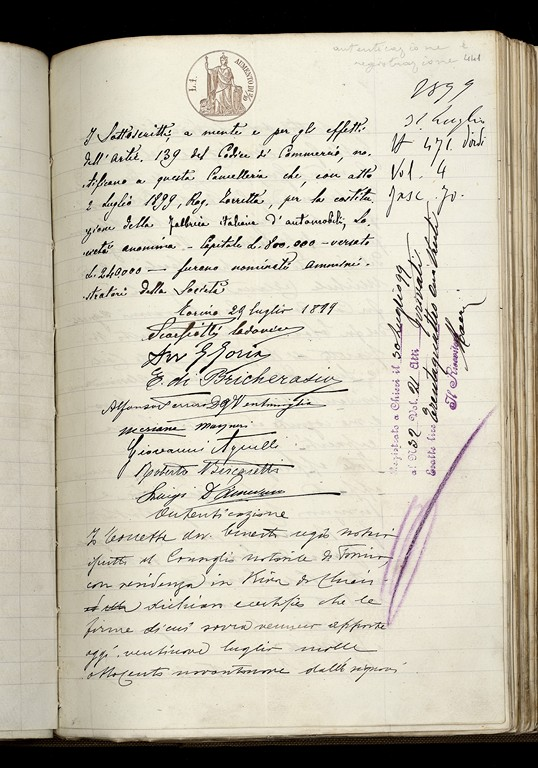
Atto di autenticazione delle firme degli amministratori della Fabbrica Italiana d'Automobili presso il Tribunale di Commercio di Torino, 29 luglio 1899.

L'11 luglio del 1899 a Torino e con capitale di 890.000 lire fu fondata la Società Anonima Fabbrica Italiana di Automobili – Torino per iniziativa, fra gli altri, del conte Biscaretti di Ruffia, del marchese Alfonso Ferrero de Gubernatis Ventimiglia, del conte Emanuele Cacherano di Bricherasio, degli avvocati Cesare Goria Gatti, Lodovico Scarfiotti e del cavalier Giovanni Agnelli, uniti dalla comune passione per i motori che riuscirono a convincere una trentina di notabili e aristocratici piemontesi a rilevare la "Ceirano", una piccola azienda artigianale che aveva realizzato una "vetturella a motore" di notevole livello tecnico, per trasformare quell'idea in un'impresa industriale. La notizia della fondazione della nuova azienda automobilistica fu ripresa il giorno dopo dal quotidiano torinese La Stampa che, fra le altre cose, scriveva in un articolo premonitore che «parecchie ordinazioni sono già pervenute alla Società e l'industria sembra destinata ad un grande sviluppo ed a un fiorente avvenire».

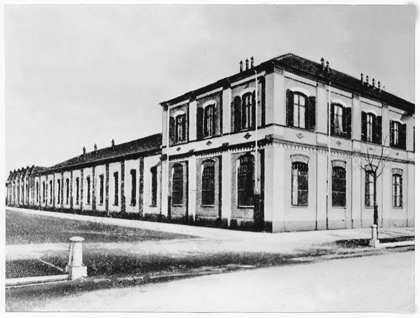
Lo stabilimento Fiat in Corso Dante

Qualche mese più tardi, su suggerimento dello stesso Goria-Gatti, la ragione sociale venne modificata in Fabbrica Italiana Automobili Torino per dar vita alla sigla FIAT, parola in lingua latina dal benaugurante significato «che sia!».

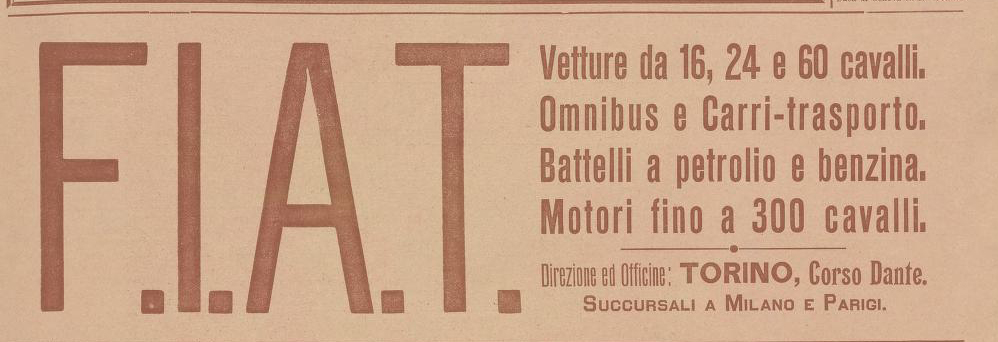
Inserzione pubblicitaria del 1906 per l'Esposizione del Sempione

Nel 1900 venne inaugurato il primo stabilimento, in cui lavoravano 35 operai e si producevano 24 vetture l'anno. Nel 1902 Giovanni Agnelli diventa amministratore delegato e arriva la prima affermazione della casa nelle competizioni sportive in una gara locale. L'anno successivo la Fiat viene quotata in Borsa. Dopo la prima automobile, la 4 HP, escono la 8, 10 e 12 HP, la 24 HP Corsa, la 60 HP (disponibile anche con sette posti), la 100 HP e la 130 HP capace di raggiungere i 160 chilometri l'ora. Fiat avvia anche la produzione di autocarri, autobus, tram, battelli, motori marini e aeronautici e le esportazioni di automobili raggiungono la Francia, la Gran Bretagna, l'Austria, l'America e l'Australia.

### Durante la prima guerra mondiale

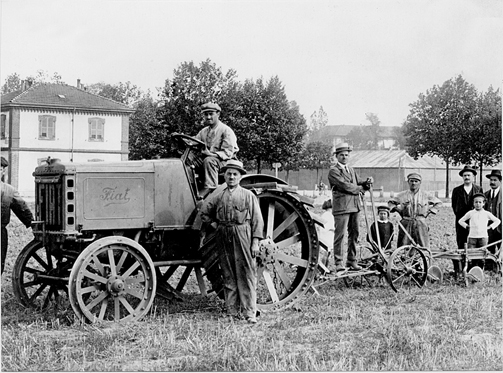
Presentazione alla stampa della trattrice FIAT 702, nel 1920

Nel 1910 nascono sei nuovi modelli, la produzione cresce, si diversifica e l'azienda ha bisogno di nuovi spazi: nel 1916 inizia la costruzione della fabbrica del Lingotto, la più grande d'Europa per l'epoca, che entrerà in funzione nel 1923. In quegli anni Fiat amplia le proprie attività nel settore siderurgico, ferroviario e in quello elettrico. Viene aperta una succursale in Russia e presentata la Fiat Zero 12-15 HP, prima vettura di cilindrata ridotta costruita in serie: oltre duemila esemplari. Si moltiplicano, inoltre, le vittorie sportive: oltre al record di velocità stabilito dalla S 76, le auto Fiat trionfano nel Gran Premio d'America e nella 500 Miglia di Indianapolis. La Grande Guerra, però, costringe l'azienda a convertire parte della produzione alle esigenze belliche, ma nel ’19, appena terminato il conflitto, vengono lanciati vari nuovi modelli di autovetture: vengono presentate l'utilitaria 501, la 505, la 510 e il primo trattore, il 702.

### Anni venti

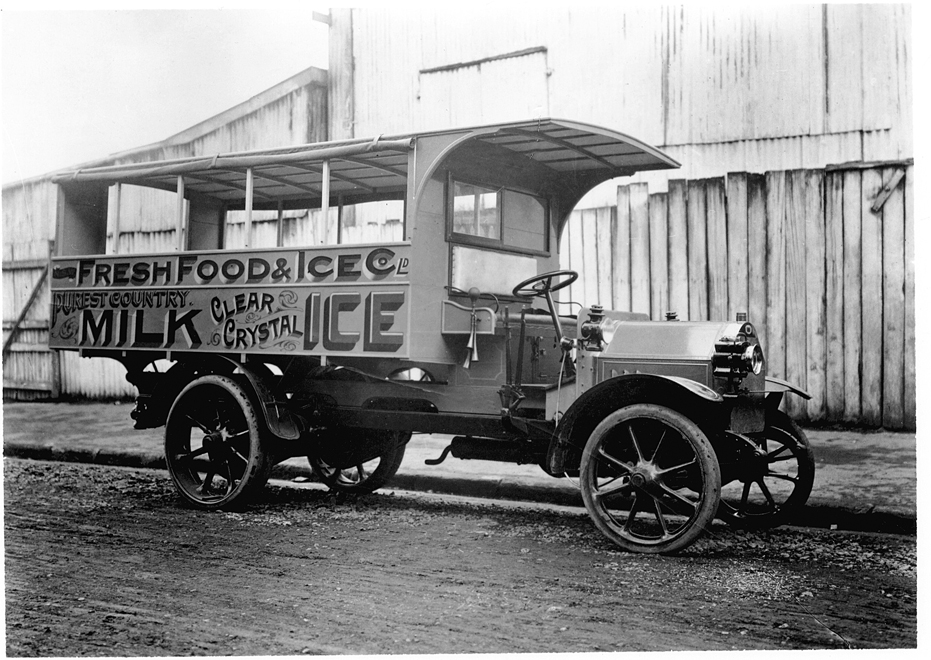
Uno dei primi autocarri Fiat, il 18 BL

Nel 1920 Giovanni Agnelli diventa presidente della Fiat e nel 1923 viene inaugurata la fabbrica del Lingotto, in cui compare la linea di montaggio, simbolo dell'avvio della produzione di massa. Nel 1925 la Fiat dà vita alla SAVA, società di credito al consumo, con lo scopo di favorire la vendita rateale delle automobili. Dallo stabilimento del Lingotto la Fiat inizia a sfornare tanti nuovi modelli: dalla "Super Fiat", unica vettura con motore 12 cilindri a V costruita dall'azienda, alla "519", una sei cilindri di gran lusso. Nel ’25 è la volta della "509", poi la "503" con la carrozzeria mista in legno e metallo. Nel ’27 la "520" propone la guida a sinistra e nel ’28, prima al mondo, l'azienda adotta di serie la testa cilindri in alluminio sui motori per auto. Nel 1929 arrivano le utilitarie "514" e "525" ed esordisce il furgoncino "1014", sei ruote e doppia trasmissione. Per tutto il decennio continua l'impegno di Fiat anche negli altri settori: nasce l'autocarro "505 F" e il biplano AL, primo aereo civile Fiat che riceve il battesimo dell'aria nel 1922. Importanti anche le novità societarie: nasce l'IFI (Istituto Finanziario Industriale) e nel 1926 viene acquistato il quotidiano La Stampa. Sono attivate le prime iniziative sociali per i dipendenti che vanno dall'assistenza sanitaria alle colonie per le vacanze dei bimbi.
Anche la produzione di autobus e filobus vede un forte incremento, che porta Fiat alla costituzione di società di scopo per l'esercizio di reti urbane ed extraurbane come la Società Trasporti Urbani (STU) di Milano, del 1935 e la Società Italiana Trasporti Automobilistici (SITA) di Firenze, del 1912.

### Anni trenta

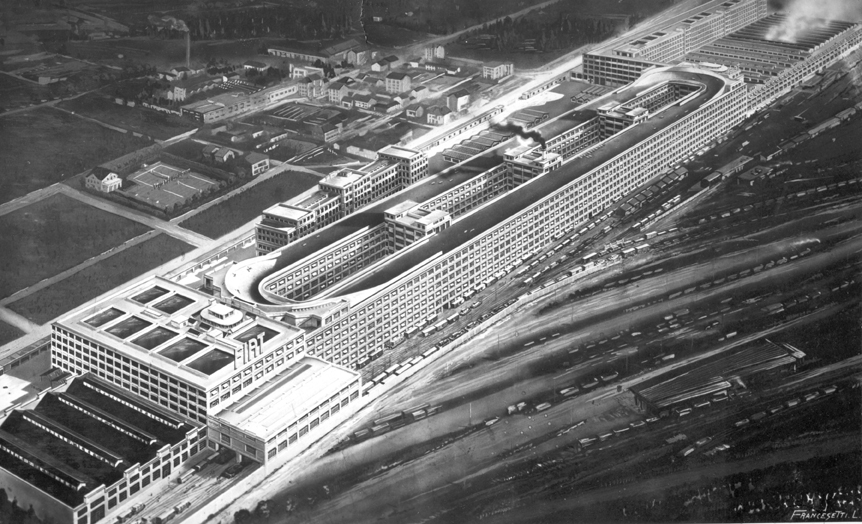
Veduta aerea del Lingotto nel 1928

Negli anni trenta subiscono un notevole sviluppo tecnologico gli autocarri e i veicoli industriali. Crescono il settore aereo e quello ferroviario. Questo decennio è contrassegnato da una forte espansione all'estero: le vetture Fiat sono costruite su licenza in Francia, Spagna e Polonia e iniziano a nascere centri di assistenza e officine in vari paesi del mondo.
La spinta internazionale è rallentata dall'ascesa di Mussolini ma l'azienda, grazie a una serie di acquisizioni in Italia, riesce a rafforzare la propria struttura industriale. Sul fronte dei prodotti, sono commercializzate altre 15 vetture, alcune delle quali sono pietre miliari nella storia dell'automobilismo: dalla popolare Balilla, alla lussuosa 518, alla 500 Topolino, la più piccola utilitaria al mondo e la 1100 “musone”.
A maggio del 1939 viene inaugurato a Torino l'apertura dello stabilimento Mirafiori, che occupa 22 000 dipendenti su due turni. Entrano in produzione anche nuovi autocarri come il 621 e il 634. Nel 1930, nasce la Littorina, prima automotrice realizzata nel mondo. Nel ’32 è la volta del trattore 700C e nel ’39 del 40 Boghetto, dotato di motore che può funzionare con carburanti diversi: nafta, petrolio, benzina, metano e alcool. Il decennio si chiude con l'assunzione da parte di Vittorio Valletta dell'incarico di amministratore delegato, ufficio che gestirà in solido con il senatore Agnelli fino al 23 febbraio 1943, giorno in cui l'anziano fondatore inizierà il suo graduale ritiro dall'azienda, conservando la sola presidenza e inserendo nel consiglio d'amministrazione il nipote Gianni.

### La ripresa dopo la seconda guerra mondiale

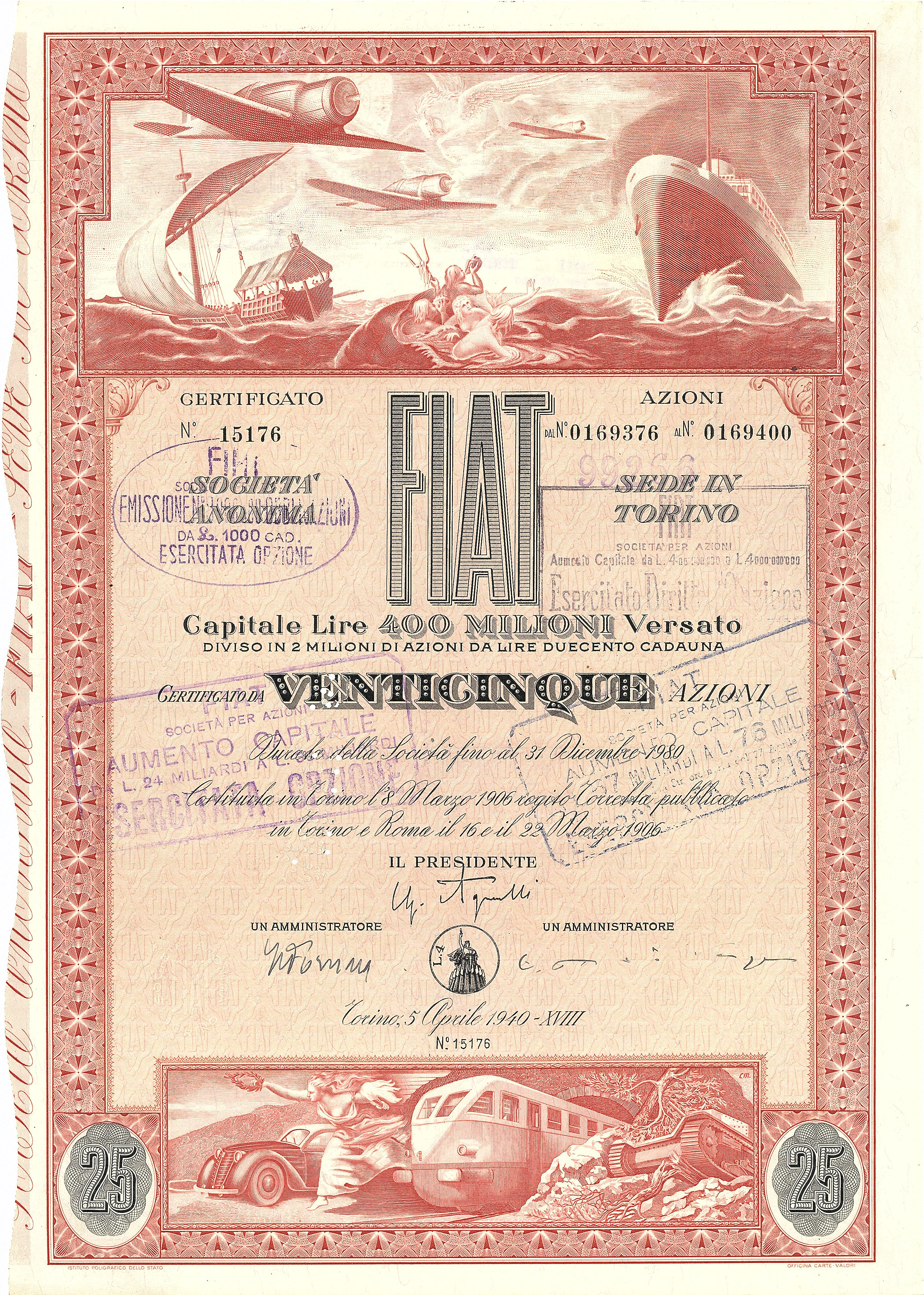
Certificato della Fiat S.p.A. per 25 azioni da 200 lire ciascuna, emesso a Torino il 5 aprile 1940, firmato da Giovanni Agnelli in qualità di Presidente.
Rappresenta l'intera gamma di produzione Fiat: automobili, aerei, motori marini, locomotive, carri armati e trattori.

Con l'entrata in guerra dell'Italia, la Fiat deve convertire la sua produzione per fini bellici: si riduce drasticamente il numero delle auto costruite, da 53 000 del '39 a 3.700 del ’45 e cresce di cinque volte quello dei camion. A cui si aggiungono mezzi corazzati, aeroplani e motori marini. Nel corso del conflitto gli stabilimenti subiscono gravi danni, ma la produzione non si ferma. Per far fronte al difficile momento, la Fiat distribuisce ai dipendenti fino a centomila pasti al giorno e procura scarpe, vestiti e legna da ardere. Nonostante le difficoltà, l'azienda guarda al futuro: nel 1940 l'autotreno ATR 016 con motore diesel conquista, a 160 chilometri l'ora, il record mondiale di velocità nella categoria. Due anni dopo nasce il trattore 700D a ruote e, nel ’44, il modello 50 a cingoli. Il prototipo di quest'ultimo si salva dalla requisizione tedesca perché viene nascosto sotto terra, vicino allo stabilimento di Modena. Nell'aprile del '45 arriva la pace. Nello stesso anno muore il senatore Agnelli e Vittorio Valletta diventa presidente. La Fiat riprende l'attività, dagli stabilimenti escono la "500B" berlinetta e giardinetta, le rinnovate 1100 e 1500 e la sportiva 1100 S. Continua anche la produzione di nuovi autocarri e autobus, potenti trattori, automotrici, aeroplani e grandi motori navali. I dipendenti sono ormai 71 000. Gli utili, azzerati dopo il '43, ricominciano a crescere. La Fiat diventa uno degli attori principali della ricostruzione del paese.

### La ricostruzione e il boom economico

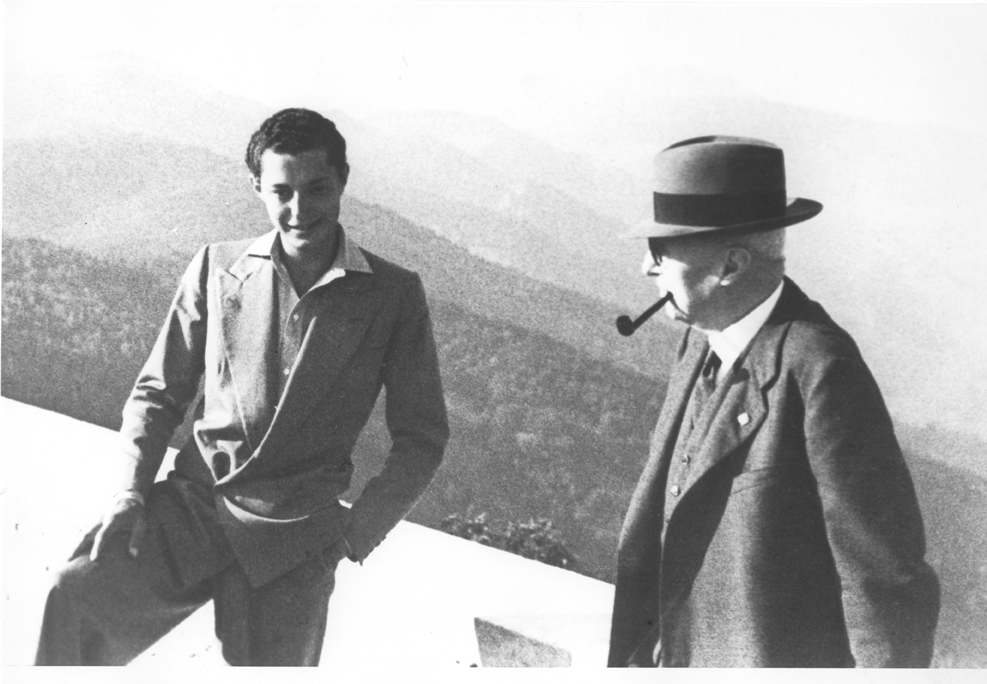
Gianni Agnelli e il nonno Giovanni a Villar Perosa nel 1940

Negli anni del miracolo economico italiano, l'industria automobilistica è uno dei principali motori di sviluppo: nel 1949 c'è una vettura ogni 96 abitanti, che diventa una ogni 11 nel ’63. In dieci anni (1949-1959) i dipendenti dell'azienda torinese arrivano a 85 000 e la produzione di automobili cresce di sei volte: da 71 000 a 425 000 unità l'anno. Nel 1953 esce la 1400, prima vettura diesel italiana, nel 1955 viene presentata la Fiat 600, utilitaria di cui saranno costruite oltre 4 milioni di unità e due anni dopo sarà la volta della nuova 500. Molto ammirate anche le auto ad alte prestazioni, come la 8V che raggiunge i 200 chilometri l'ora e il prototipo a turbina di due anni dopo che sfiora i 250 chilometri orari: una novità assoluta in Europa. Tante le novità anche negli altri settori: nel 1951 entra in servizio il transatlantico Giulio Cesare con motore Fiat e nello stesso anno viene realizzato il primo velivolo militare italiano a reazione, il G 80. Nel ’56 il caccia tattico G 91 vince il concorso Nato e l'anno successivo viene presentato l'elicottero 7002. Fiat comincia a costruire anche macchine movimento terra e aumenta di tredici volte la produzione di trattori: da poco più di 1.800 a 22.600 esemplari l'anno. Entra in produzione un nuovo modello di camion 682 N che sarà fabbricato per un quarto di secolo.

### Il rafforzamento della struttura industriale

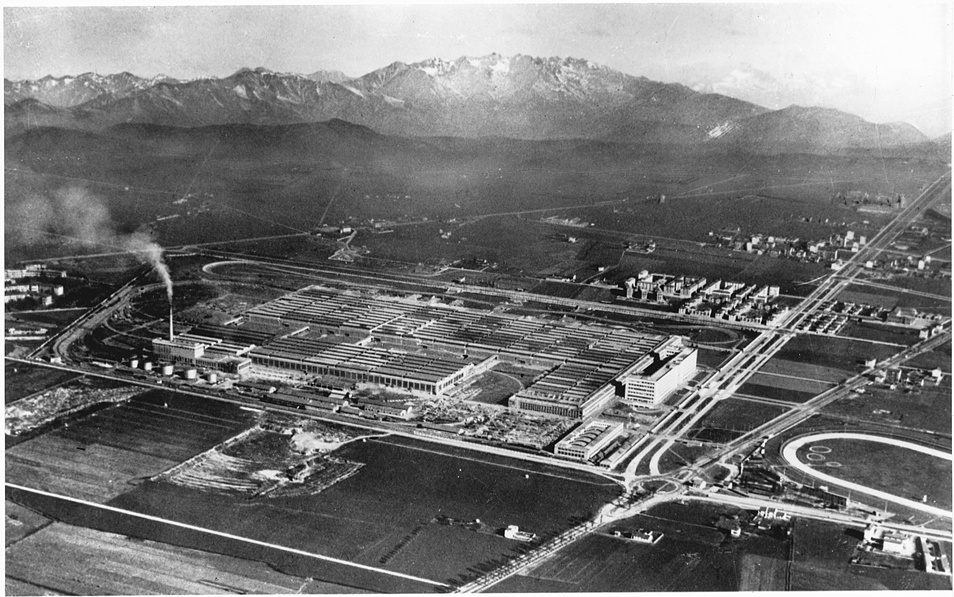
Lo stabilimento Fiat Mirafiori

Gli anni cinquanta si chiudono con il raddoppio dello stabilimento torinese di Mirafiori e l'apertura di nuove fabbriche all'estero in Sudafrica, Turchia, Jugoslavia, Argentina e Messico. Il decennio successivo è caratterizzato da una forte espansione della Fiat: la produzione annua di vetture passa da 425 000 a più di un milione e 700 000, i trattori e le macchine movimento terra raddoppiano le unità vendute. I camion costruiti triplicano. Raddoppia anche il numero dei dipendenti che in 10 anni arriva a 158 000. Una crescita ottenuta grazie a tanti modelli di successo: nel 1964 nasce la Fiat 850, seguita dalla 124 e dalla 128, nominate “Auto dell’anno”; la prima nel 1967, la seconda nel 1970. Vengono lanciate la 125 e la Dino coupé con motore di derivazione Ferrari. Nel 1966 Gianni Agnelli, nipote del fondatore, diventa presidente della società. Continua l'espansione internazionale dell'azienda: nel ’66 viene realizzato lo stabilimento russo Vaz, a Togliattigrad, per costruire 660 000 Ziguli l'anno (una vettura derivata dalla 124). Fiat intanto allarga la presenza anche nel Sud Italia, con la realizzazione degli impianti Cassino, Termoli, Sulmona, Vasto, Bari, Lecce, Brindisi e nel 1970 con lo Stabilimento di Termini Imerese, inizialmente in compartecipazione con la Regione Siciliana.

### La Fiat diventa una holding
Al boom economico segue un periodo caratterizzato da forti tensioni sociali che hanno pesanti ripercussioni anche sull'attività dell'azienda. Nonostante le difficoltà dovute agli scioperi e all'occupazione degli stabilimenti, la Fiat presenta la 127, prima vettura del gruppo a trazione anteriore, e la Lancia propone i modelli Beta, Stratos, Gamma e Delta. Gli stabilimenti di Rivalta e Cassino vengono modernizzati con l'introduzione del Robogate, sistema automatizzato per l'assemblaggio inventato da Comau, azienda del gruppo. Nascono anche nuovi complessi in Italia e Brasile.
La società diventa una holding grazie al decentramento gestionale che trasforma Sezioni e Divisioni in Società autonome: tra queste, Fiat Macchine Movimento Terra, Fiat Engineering, Iveco (nata nel ’75 dalla fusione di cinque grandi e storiche marche europee) e Fiat Auto, che raggruppa i marchi FIAT, Lancia e Autobianchi. Entrano a far parte del Gruppo anche Ferrari (acquisita al 50 per cento nel ’69) e Abarth (1971). Si moltiplicano i successi, come il primo volo del Tornado, aereo da caccia coprodotto da Fiat Aviazione, e le vittorie di Lancia e Fiat nel campionato mondiale Marche Rally e di Ferrari nel campionato mondiale di Formula 1. Alla fine degli anni settanta è giunto a compimento il processo di riorganizzazione: accanto a Fiat Auto, Fiat Ferroviaria, Fiat Avio, Fiat Trattori e Fiat Veicoli Industriali acquistano autonomia altre società come Fiat Engineering, Comau, Teksid, Magneti Marelli e Telettra.

### L'affermazione a livello internazionale

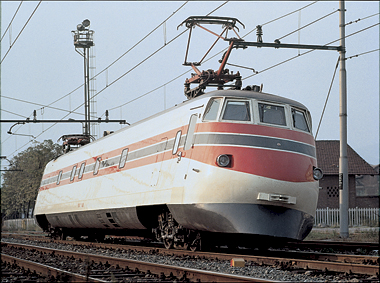
Il Pendolino

Gli anni ottanta si aprono con il lancio di nuove automobili: dopo la Panda nel 1980, nel 1983 a Cape Canaveral, viene presentata la Uno, che nel 1985 adotterà il motore Fire 1000; nel 1988 debutta la Tipo, premiata come Auto dell’anno, seguita da altre vetture come la Regata e la Croma e, per gli altri marchi, la Lancia Delta e Thema, la Autobianchi Y10, la 164 dall'Alfa Romeo che era stata acquisita nel 1986, la Ferrari Testarossa, oltre a veicoli commerciali come il Fiorino e il Ducato.
Tanti i primati anche negli altri settori: Fiat Ferroviaria costruisce il treno ad alta velocità ETR 450, più noto come Pendolino, Telettra realizza il più lungo collegamento mondiale a microonde sul mare, 360 chilometri tra Arabia Saudita e Sudan, e viene prodotto il primo escavatore da 40 tonnellate.
Per svilupparsi su scala internazionale, il Gruppo investe nell'innovazione, attua un piano di contenimento dei costi e punta su mercati emergenti ad alto potenziale di sviluppo: per questi ultimi viene realizzata la world-car Palio, costruita dapprima in Brasile e poi in Polonia, Turchia, Russia, Marocco e Sudafrica. I nuovi modelli sono tutti pensati per un mercato mondiale: dalla Punto, alla Bravo-Brava, all'Alfa Romeo 156. Dopo il marchio Innocenti acquisito nel 1991, due anni dopo anche il prestigioso marchio sportivo Maserati entra nel Gruppo. Sempre nel 1993 viene avviato il progetto Autonomy, che avrà un crescente successo: mira ad agevolare la mobilità dei disabili, attraverso la personalizzazione di automobili secondo le specifiche esigenze.
Nello stesso anno apre i battenti lo stabilimento Fiat di Melfi, uno dei più tecnologici di tutta Italia. Nel 1998 viene commercializzata la nuova Fiat Multipla, poi è la volta della Lancia Lybra. Anche Iveco rafforza la posizione a livello europeo con l'introduzione di EuroTech, EuroStar ed EuroCargo e avvia joint venture in India e Cina per i veicoli leggeri Daily. Attraverso una serie di acquisizioni il Gruppo Fiat conquista la posizione di leadership nel campo dei trattori, delle macchine agricole e per le costruzioni: nel 1999 nasce CNH dall'unione di due costruttori con marchi riconosciuti a livello mondiale, New Holland NV e Case Corporation. Viene il luglio del 1999, Fiat compie cento anni, ed è presente con quasi 900 Società in 60 Paesi. Conta 221 000 dipendenti.

### Anni 2000

#### La crisi
Il nuovo millennio è segnato da una fase di crisi per il settore dell'automotive. Fiat avvia alcune alleanze strategiche, come quella con General Motors nel 2000, che verrà sciolta cinque anni dopo. Per far fronte alle difficoltà l'Azienda lancia nuovi modelli: l'Alfa Romeo propone la 147 che l'anno successivo sarà eletta “Auto dell’anno”, la Lancia commercializza la Thesis, nuova ammiraglia di lusso, e la Fiat presenta la Stilo. La concorrenza rimane però agguerrita. In compenso per Iveco il 2002 è l'anno dello Stralis, che l'anno seguente viene eletto “Truck of the year”, e anche CNH rafforza la propria posizione con la vendita di nuovi prodotti. Ma è una fase difficile sul piano economico e finanziario. Il 24 gennaio 2003 muore Gianni Agnelli e a fine febbraio il fratello Umberto assume la presidenza del Gruppo. La svolta arriva: il gruppo decide di concentrarsi sulle attività auto-motoristiche, cedendo alcuni business non più strategici, come l'aviazione e le assicurazioni. La gamma di automobili viene rinnovata e arricchita: Fiat Auto procede al restyling di Fiat Punto e commercializza le nuove Alfa 156 e Alfa 166, il monovolume Fiat Idea, la compatta di lusso Lancia Ypsilon, il coupé sportivo Alfa GT e la city-car Fiat Panda, che poi sarà eletta “Auto dell’anno” 2004. Per i veicoli commerciali è la volta del nuovo Scudo, Ferrari presenta la F 430, mentre Maserati si propone con la coupé GranSport. Anche CNH è molto attiva: tra il 2000 e il 2004, il 97% delle macchine per l'agricoltura e l'85% di quelle movimento terra viene rinnovato. Infine, nasce il motore 1.3 Multijet 16 v, piccolo e compatto turbodiesel che si aggiudicherà il titolo di “Motore dell'anno 2005”.

#### Fiat Group
Nel 2004 muore Umberto Agnelli. Ai vertici del Gruppo vengono nominati presidente Luca Cordero di Montezemolo, vicepresidente John Elkann ed amministratore delegato Sergio Marchionne, la squadra artefice di una profonda trasformazione culturale del Gruppo. Viene avviato un rigoroso piano di contenimento dei costi, cessioni e di rilancio industriale che permette nel 2005 il ritorno all'utile netto per il Gruppo, che nel frattempo assume la denominazione ufficiale di Fiat Group. L'ottimo andamento economico degli ultimi anni viene confermato dai risultati conseguiti nel 2007: il fatturato ha sfiorato i 59 miliardi di euro. Una crescita avvenuta in maniera omogenea tra le varie aree del mondo e tra i vari settori operativi. Tutti, infatti, hanno contribuito con nuovi prodotti e soluzioni: debutta l'Alfa Romeo 159, Lancia per i cento anni dell'azienda presenta la New Ypsilon, mentre da Maranello esce l'innovativa Ferrari 599 GTB Fiorano. Maserati affascina con la coupé GranTurismo. Iveco amplia l'offerta con veicoli a bassa emissione, propone il nuovo Daily e il nuovo Stralis. New Holland Agriculture si aggiudica con il trattore T 7000 il titolo di Tractor of the Year 2008. Ma il simbolo e l'emblema della rinascita e dell'affermazione del Gruppo è la nuova Fiat 500, lanciata il 4 luglio 2007 ed eletta Auto dell'anno 2008 e World Car Design 2009.

#### L'acquisizione di Chrysler
Il 2008 è stato segnato da una profonda crisi economica che ha avuto la sua origine negli Stati Uniti d'America e si è poi diffusa in tutto il mondo. Una delle industrie che maggiormente ha risentito di questo fenomeno è stata quella automobilistica. Il 20 gennaio 2009 Fiat Group firma un accordo preliminare con Chrysler Group. Il 10 giugno 2009 le due case automobilistiche comunicano di aver chiuso un'alleanza strategica globale: con questo accordo il gruppo italiano acquisisce il 20% del gruppo americano, con la prospettiva di arrivare al 35% se saranno raggiunti determinati obiettivi, stabiliti dall'intesa; Fiat Group potrà salire successivamente fino al 51%, ma non potrà ottenere la quota di maggioranza fino a quando i debiti derivanti dai finanziamenti pubblici non saranno interamente rimborsati. Grazie a questa intesa il Gruppo Fiat potrà utilizzare le piattaforme Chrysler per i suoi modelli di punta (ad esempio la 300 C), mentre la società USA potrà estendere la propria gamma di prodotti anche a vetture a basso impatto ambientale. Entrambe le case automobilistiche poi sfrutteranno le reti commerciali dell'altra per espandere la propria presenza geografica.

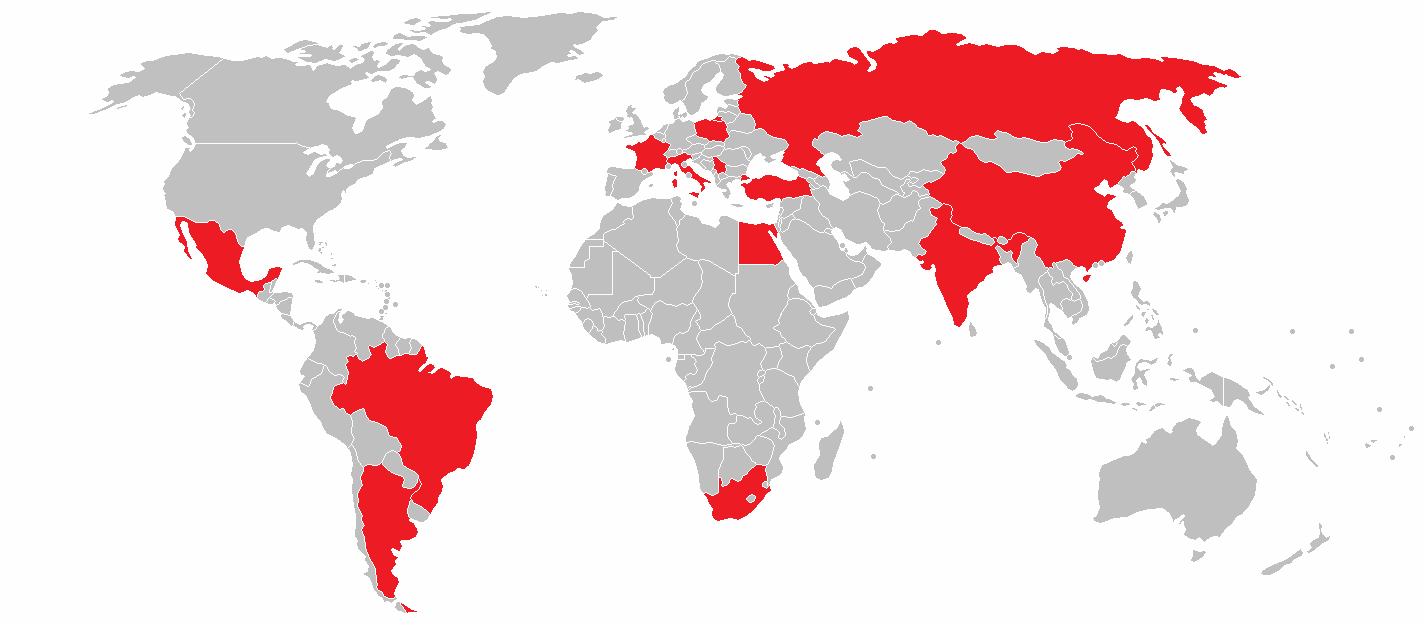
Siti produttivi di Fiat Group nel mondo al 2008

Inoltre nel settembre del 2009 Fiat Group viene riconosciuta leader di sostenibilità, ed entra negli indici Dow Jones Sustainability (DJSI) World e Dow Jones Sustainability STOXX, i più prestigiosi indici borsistici ai quali accedono solo le società giudicate migliori per la gestione dei propri affari secondo criteri di sostenibilità. Gli indici comprendono infatti solo quelle aziende leader sia dal punto di vista economico-finanziario sia da quello sociale e ambientale.

#### Il ritorno sul mercato nordamericano
Il 2010 segna il ritorno sul mercato nordamericano del marchio FIAT dopo 27 anni di assenza. Infatti gli ottimi risultati riscontrati in Sud America e l'alleanza con Chrysler Group hanno permesso al Gruppo Fiat l'estensione nel nord America in particolare sul mercato statunitense e messicano. Il modello scelto per il debutto è la 500, ribattezzata Cinquecento per evitare l'assonanza inglese con il modello americano Five Hundred della Ford (Five Hundred è l'esatta traduzione letterale inglese di 500). La versione americana del Cinquino viene prodotta nello stabilimento Chrysler di Toluca de Lerdo, in Messico, per essere poi venduta attraverso la rete del marchio americano nei principali centri urbani del nord America. I motori e le trasmissioni della 500 vengono anch'essi prodotti in Messico, e successivamente saranno adottate anche da altri modelli compatti che introdurranno i vari marchi del Gruppo Chrysler. Laura Soave è la responsabile del lancio americano del marchio Fiat, con il compito di pianificare anche il rilancio dell'Alfa Romeo sul mercato americano.

#### Scissione del Gruppo: Fiat S.p.A. e Fiat Industrial

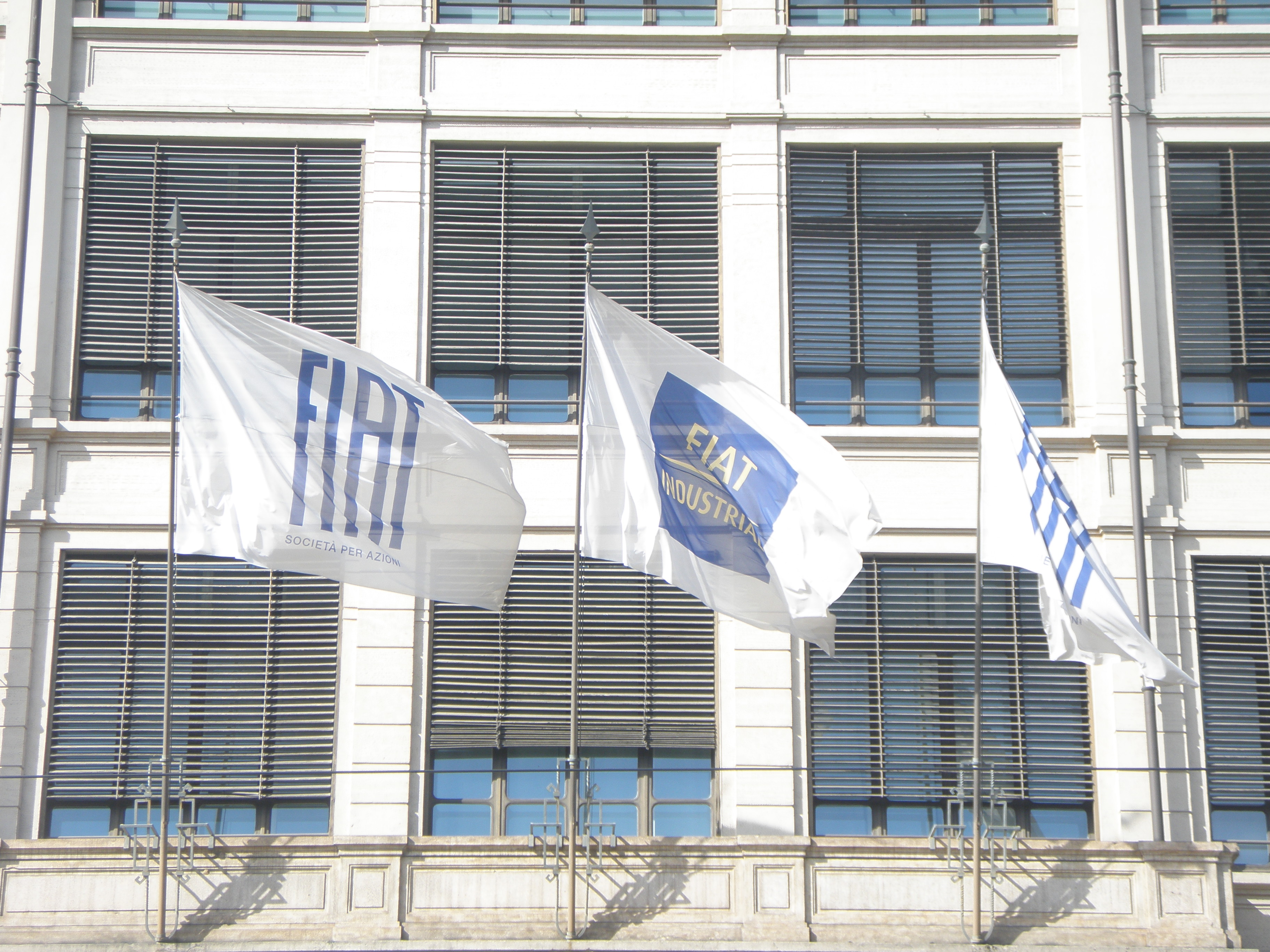
Davanti al Lingotto sventolano le bandiere di Fiat S.p.A. e Fiat Industrial, i due nuovi gruppi industriali nati il 1º gennaio 2011 a seguito della scissione di Fiat Group.

In Italia, nel gennaio 2010 l'amministratore delegato Sergio Marchionne annuncia l'irrevocabilità della chiusura dello Stabilimento Fiat di Termini Imerese che chiude definitivamente i battenti il 31 dicembre 2011.
Il 21 aprile 2010, nell'assemblea degli azionisti, John Elkann viene nominato presidente di Fiat Group, succedendo a Luca Cordero di Montezemolo (che rimane nel consiglio di amministrazione del Gruppo).
Nella stessa occasione, Marchionne presenta il piano industriale del Gruppo, relativo al quinquennio 2010-2014: il piano prevede lo scorporo da Fiat Group delle attività agricole, industriali e powertrain (relative alla sola divisione industrial & marine), per farle confluire nella nuova Fiat Industrial; contestualmente, per la gestione dei settori auto, componentistica, sistemi di produzione ed editoria, è prevista la creazione della nuova Fiat S.p.A.. Per entrambe le società nate dalla scissione è prevista la quotazione alla Borsa di Milano. 
Marchionne decide l'uscita dalla Confindustria e la disdetta del Contratto Nazionale Collettivo di Lavoro del settore metalmeccanico. Nel contempo, la FIAT è la prima impresa italiana ad avviare una trattativa con alcune organizzazioni sindacali per un contratto aziendale specifico del settore automotive e sostitutivo del CCNL nazionale.
Il progetto di scissione del Gruppo viene completato il 1º gennaio 2011; da questa data, John Elkann diventa presidente di Fiat S.p.A., mentre Marchionne assume le cariche di AD di Fiat S.p.A. e presidente di Fiat Industrial. Si pongono le premesse per il futuro progetto Fiat Chrysler Automobiles.

## I settori
Le attività industriali e produttive del Gruppo Fiat erano organizzate in sei settori operativi.

### Fiat Group Automobiles (automobili)
Fiat Group Automobiles (abbreviato in FGA) è una società nata il 1º febbraio 2007 in sostituzione della precedente Fiat Auto S.p.A che progetta, produce e vende vetture con i marchi FIAT, Alfa Romeo, Lancia, Fiat Professional e Abarth. Hanno fatto parte di FGA (pur avendo strutture autonome) anche Maserati e Ferrari, case costruttrici di autovetture sportive e di lusso, che si distinguono per esclusività, tecnologia e prestazioni.

### Veicoli industriali
Il Gruppo Fiat comprendeva la CNH che opera nel campo dei trattori e delle macchine agricole con i marchi Case IH, New Holland e Steyr, delle macchine movimento terra con i marchi Case, New Holland e Kobelco e fornisce servizi finanziari a supporto dei propri clienti finali e dei concessionari. Inoltre comprendeva anche i veicoli industriali della Iveco insieme alle filiali Irisbus e i veicoli antincendio e per impieghi speciali con i marchi Iveco, Astra e Magirus. A seguito dello scorporo del settore industriale, avvenuto il 1º gennaio 2011, i predetti settori sono confluiti in Fiat Industrial.

### Componenti e sistemi di produzione
Il settore dei componenti e sistemi di produzione era costituito da cinque società:
- Fiat Powertrain Technologies raggruppa tutte le attività relative ai motopropulsori del Gruppo Fiat (motori e cambi per vetture, veicoli commerciali leggeri, medi e pesanti, autobus, macchinari industriali, nautica da diporto e professionale, generatori di corrente)
- Magneti Marelli progetta e produce sistemi e componenti ad alta tecnologia per autoveicoli nelle aree illuminazione, sistemi elettronici, controllo motore, sospensioni e ammortizzatori, sistemi di scarico, motorsport. È operativa anche nell'ambito della distribuzione di ricambi al mercato indipendente.
- Ergom automotive Produzione di sistemi e componenti, tecnici ed estetici, stampaggio termoplastico ad iniezione, soffiaggio, estrusione, verniciatura.
- Teksid fornisce basamenti motore, teste cilindri e altri componenti per motori in ghisa; componenti per trasmissioni, cambi e sospensioni in ghisa e teste cilindri in alluminio.
- Comau produce sistemi di automazione industriale per il settore autoveicolistico comprendenti ingegneria di prodotto e di processo, gestione, fabbricazione, installazione, avvio produttivo e manutenzione degli impianti di produzione

### Editoria e comunicazione
Il Gruppo opera nel campo editoriale tramite l'Editrice La Stampa e, nel settore della raccolta pubblicitaria, attraverso Publikompass.

### I settori dismessi

#### Ferrovie
Il settore ferroviario era presente nel gruppo Fiat dal 1917 con Fiat Ferroviaria che si distinse soprattutto per gli innovativi carrelli pendolanti che permettevano ai convogli ferroviari di avere velocità più alte anche su linee storiche.
Il 51% dell'azienda venne ceduto nel 2000 a GEC-Alstom e nell'aprile 2002 venne ceduto anche il rimanente 49%. Dall'agosto 2000 il nome cambiò in Alstom Ferroviaria S.p.A.

#### Aeronautica
Il settore aeronautico è tra i più anziani in Fiat: Fiat Avio è stata infatti fondata nel 1908 per produrre motori aeronautici, turbine e offrire servizi per motori aerei, oltre a sistemi elettronici ed elettrici e lanciatori spaziali.
Nel 2003 la Fiat, decise di vendere Fiat Avio ad un consorzio formato per il 70% dal fondo americano Carlyle e per il 30% da Finmeccanica. L'azienda poi ha preso il nome di Avio.

#### Costruzioni
Nel 1929 entrò a far parte del gruppo Fiat la società di costruzioni Fiat Impresit. La società è stata conferita nel 1989 in Impregilo.
Successivamente Fiat ebbe una parentesi legata al settore autostradale quando nel 1995 acquistò Sfisa e la fece diventare holding del settore autostradale col nome di Siway. L'uscita definitiva di scena avvenne nel 1996 con la vendita ad ASTM S.p.A.

#### Grande distribuzione
Nel 1969 attraverso le società finanziarie IFIL e IFI, che controllavano la Fiat, venne acquistato il Gruppo Rinascente, che comprendeva i grandi magazzini La Rinascente, i magazzini Upim, i Supermercati Sma e i bricolage Brico Center.
Nel 1997 venne stipulata l'alleanza tecnico-finanziaria con il Gruppo Auchan, il quale rilevò tutte le attività distributive del gruppo Fiat.

#### Militare
Le partecipate di Fiat nel settore militare, inquadrate presso Gilardini S.p.A., holding caposettore componenti industriali, e nella relativa subholding settore difesa, Fiat Componenti ed Impianti per l'Energia e l'Industria, erano:
- Valsella Meccanotecnica e Misar, attive nella produzione di mine;
- Whitehead, operante nella fabbricazione di siluri;
- Simmel Difesa, realizzazione di munizioni per ambito terrestre e navale (ha acquisito le attività belliche di Bombrini Parodi Delfino allora in SNIA);
- Società Italiana Prodotti Esplodenti, tramite SNIA.

Tutte le partecipazioni sono state dismesse nel 1994. Ad oggi è attiva nella produzione di veicoli ad uso militare attraverso Iveco Fiat - Oto Melara Società Consortile e Iveco Defence Vehicles.

#### Telecomunicazioni
Telettra, una delle principali imprese italiane di progettazione e produzione di apparati per le telecomunicazioni, entrò nell'orbita Fiat nel 1976 e ne uscì nel 1990, quando - dopo la fallita operazione Telit (in cui Telettra e Italtel avrebbero dovuto fondersi) - venne decisa la cessione ad Alcatel.
Nel 2000 Fiat insieme ad Acea e Telefonica creò l'operatore di telecomunicazioni Atlanet, di cui controllava direttamente e indirettamente (tramite IFIL) il 33%. L'azienda venne poi ceduta nel 2006 a British Telecom che la integrò nella sussidiaria italiana Albacom.